# Actividad naval del Eje en aguas australianas

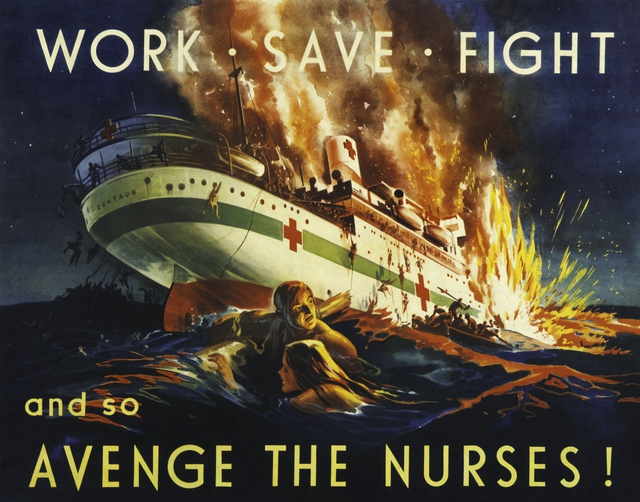
Un cartel de propaganda llamando a los australianos a vengar el hundimiento del barco hospital australiano Centaur por el submarino japonés I-177 en mayo de 1943.

Aunque Australia estaba muy alejada de los frentes principales, hubo una considerable actividad naval del Eje en aguas australianas durante la Segunda Guerra Mundial. Un total de 54 buques de guerra y submarinos de las marinas alemana y japonesa entraron en aguas australianas entre 1940 y 1945 y atacaron buques, puertos y otros blancos. Entre los ataques más conocidos están el hundimiento del crucero de la marina australiana Sídney por un corsario alemán en noviembre de 1941, el bombardeo de Darwin en febrero de 1942 y el ataque con minisubmarinos en la bahía de Sídney en mayo de 1942. Además muchos buques mercantes aliados fueron dañados o hundidos cerca de la costa australiana por submarinos y minas navales. Los submarinos japoneses también bombardearon varios puertos australianos y aviones transportados por submarinos sobrevolaron varias ciudades australianas.
La amenaza del Eje fue incrementándose paulatinamente, y hasta 1942 se limitó a los ataques de mercantes armados alemanes. El nivel de actividad naval del Eje alcanzó su punto máximo en la primera mitad de 1942, cuando submarinos de la Armada Imperial Japonesa realizaron patrullas antibuque en la costa australiana y la aviación naval japonesa atacó varias ciudades en el norte de Australia. La ofensiva submarina se reanudó en la primera mitad de 1943, pero fue cancelada cuando los aliados forzaron a los japoneses a ponerse a la defensiva. Pocos navíos del Eje operaron en aguas australianas entre 1944 y 1945, y su presencia causó un impacto limitado.
Debido a la naturaleza esporádica de los ataques del Eje y al relativamente pequeño número de buques y submarinos que tomaron parte en ellos, Alemania y Japón no consiguieron interrumpir el tráfico naval australiano. Aunque los aliados se vieron obligados a desplegar una significativa cantidad de recursos para defender la navegación en aguas australianas, esto no tuvo un impacto notable en el esfuerzo de guerra australiano o en las operaciones norteamericanas en el sudoeste del Pacífico.

## Sistema defensivo australiano

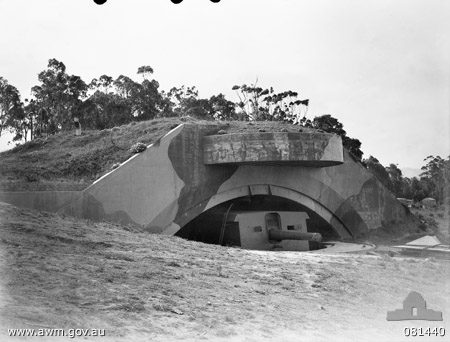
Defensa costera australiana, en 1942.

A lo largo de este artículo se considerará “aguas australianas” como, hablando en sentido amplio, el área bajo responsabilidad militar naval australiana antes del inicio de la guerra. Esta vasta área abarcaba las aguas alrededor de Australia y de Nueva Guinea oriental y se extendía al sur hasta la Antártida. De este a oeste se extendía desde 170° este en el océano Pacífico, hasta 80° este en el océano Índico y de norte a sur iba desde el ecuador hasta la Antártida. Mientras que la mitad oriental de Nueva Guinea era una posesión colonial australiana durante la Segunda Guerra Mundial y estaba incluida dentro de la responsabilidad naval australiana, las operaciones japonesas en estas aguas formaban parte de las campañas de Nueva Guinea y de las Islas Salomón y no iban dirigidas contra Australia.
La defensa de Australia fue la preocupación principal de la Marina Real de Australia durante la guerra. Aunque los buques de su flota prestaron frecuentemente servicio fuera de aguas australianas, buques de escolta y dragaminas estaban disponibles permanentemente. Estos escoltas recibían apoyo de un pequeño número de buques de guerra mayores, como cruceros y mercantes artillados como protección contra los corsarios de superficie. Aunque los transportes de interés militar recibieron escolta desde el inicio de la guerra, no se creó un sistema de convoyes en Australia hasta junio de 1942. Las autoridades australianas, sin embargo, cerraron a la navegación puertos en diversas ocasiones con motivo del avistamiento -real o supuesto- de buques de guerra o minas enemigas ya antes de dicha fecha.
La Real Fuerza Aérea Australiana -RAAF, por sus siglas en inglés- era también responsable de la protección de la navegación dentro del área de responsabilidad australiana.
Durante la guerra los aviones de la RAAF escoltaron convoyes y llevaron a cabo reconocimientos y patrullas antisubmarinas desde bases australianas. Los tipos de aviones más usados para las patrullas marítimas fueron los Anson, Bristol Beaufort, Consolidated Catalina y Lockheed Hudson. Tras el estallido de la guerra en el Pacífico se estacionaron escuadrones de caza para proteger puertos clave australianos y escoltar buques en áreas donde se creía que había riesgo de sufrir ataques aéreos.
Las fuerzas navales aliadas asignadas a Australia fueron incrementadas considerablemente tras la entrada de Japón en la guerra y el inicio de los envíos militares de Estados Unidos a Australia. Estas fuerzas navales estaban apoyadas por un notable incremento de la fuerza de patrulla marítima de la RAAF y la llegada de aviones de patrulla de la armada estadounidense. Tras los primeros ataques submarinos japoneses se implementó un sistema de convoyes entre los puertos australianos. Al terminar el conflicto la RAAF y la RAN habían escoltado 1.100 convoyes a lo largo de la costa australiana. Conforme el frente se desplazaba hacia el norte y los ataques en aguas australianas se hacían menos frecuentes, se redujo considerablemente el número de navíos y aviones asignados a la protección de buques.
Además de las fuerzas aéreas y navales destinadas a la protección de la navegación en aguas australianas, se construyeron defensas fijas para proteger los principales puertos australianos. el ejército australiano fue responsable de desarrollar y manejar las defensas costeras que protegían los puertos de los ataques de corsarios de superficie enemigos. Generalmente estas defensas consistían en varios cañones fijos defendidos por cañones antiaéreos e infantería. Las defensas costeras del ejército se ampliaron considerablemente a medida que se incrementaba la amenaza para Australia entre 1940 y 1942, y alcanzaron su fuerza máxima en 1944. La Marina Real Australiana fue la responsable de desarrollar y manejar las defensas de costa en los principales puestos australianos. Estas defensas consistían en barreras submarinas y minas apoyadas por pequeñas patrulleras y se ampliaron notablemente durante la guerra. La Marina Real Australiana tendió campos de minas en aguas australianas a partir de agosto de 1941.
Aunque las fuerzas navales y aéreas disponibles para la protección de la navegación en aguas australianas nunca fue suficiente como para vencer un ataque a gran escala, demostraron ser suficientes para realizar patrullas defensivas contra los esporádicos y generalmente prudentes ataques realizados por las marinas del Eje durante la guerra.

## 1939-1941

### Corsarios alemanes en 1940
Aunque los corsarios operaron en el oeste del Océano Índico en 1939 y principios de 1940, no entraron en aguas australianas hasta la segunda mitad de 1940. Los primeros barcos del Eje fueron los buques de línea Remo y Romolo, que estaban en aguas australianas cuando Italia entró en la guerra el 11 de junio de 1940. Mientras que el Remo estaba atracado en Fremantle y fue capturado con facilidad, el Romolo resultó más duro de atrapar porque había salido de Brisbane el 5 de junio con rumbo a Italia. Tras una intensa búsqueda por mar y aire, fue interceptado por el HMAS Manoora cerca de Nauru el 12 de junio y hundido por el capitán para evitar su captura.

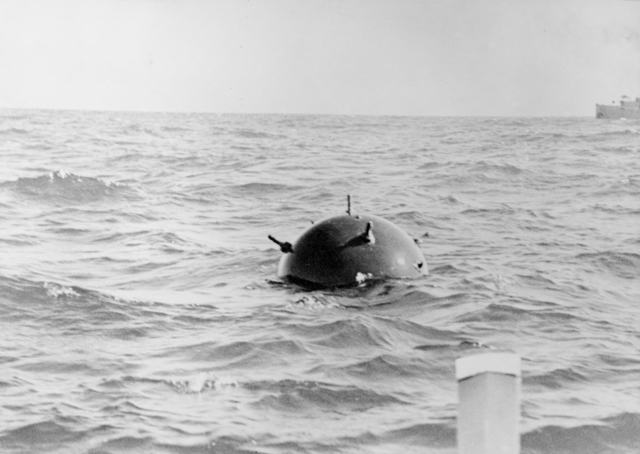
Mina tendida por un corsario alemán.

El corsario alemán Orión fue el primer buque de guerra del Eje que operó en aguas australianas durante la Segunda Guerra Mundial. Tras operar en el extremo norte de Nueva Zelanda y el sur del Pacífico, el Orión entró en el Mar del Coral en agosto de 1940 y se acercó a 120 millas náuticas (220 km) al nordeste de Brisbane el 11 de agosto. Después se dirigió al este y operó en Nueva Caledonia antes de virar al sur hacia el Mar de Tasmania, hundiendo al mercante Notou al sudeste de Noumea el 16 de agosto y al mercante británico Turakina cuatro días más tarde, para proceder a virar el sudoeste, pasando al sur de Tasmania y operando sin éxito en la Gran Bahía Australiana a principios de septiembre. El Orión lanzó cuatro minas falsas en Albany, Australia Occidental, el 2 de septiembre y al día siguiente se dirigió hacia el sudoeste tras ser avistado por un avión australiano. Tras patrullar sin éxito en el Océano Meridional, el Orión se dirigió a las Islas Marshall para abastecerse de combustible, llegando allí el 10 de octubre.
El crucero auxiliar Pinguin fue el siguiente corsario que entró en aguas australianas. Lo hizo desde el Atlántico Sur, llegando al Océano Índico en agosto de 1940 y llegando a Australia Occidental en octubre. El Pinguin capturó al petrolero noruego de 8.988 toneladas Storstad cerca del Cabo Noroeste el 7 de octubre y se dirigió al este con el buque capturado. El Pinguin tendió minas entre Siney y Newcastle el 28 de octubre y el Storstad en la costa de Victoria durante las noches del 29 al 31 de octubre. A principios de noviembre el Pinguin puso más minas en la costa de Adelaida. Los dos buques se dirigieron después hacia el oeste, rumbo al Océano Índico. Ni el Pinguin ni el Storstad fueron detectados durante las operaciones en las costas oriental y meridional australianas y consiguieron hundir tres buques. Las minas tendidas por el Storstad hundieron dos buques en la Punta de Wilson a principios de noviembre y las del Pinguin hundieron un navío y otro mercante fue dañado tras colisionar con una mina en la costa de Adelaida. El Pinguin hundió, además, tres mercantes en el Océano Índico en noviembre.
El 7 de diciembre de 1940 los corsarios Orión y Komet arribaron al protectorado australiano de Nauru. Durante las siguientes 48 horas los dos buques hundieron cuatro mercantes en la indefensa isla. Sobrecargados de supervivientes de sus hundimientos, los dos buques partieron con rumbo a la isla de Emirau, donde desembarcaron a sus prisioneros. Tras un infructuoso intento de poner minas en Rabaul el 24 de diciembre, el Komet hizo una segunda incursión en Nauru el 27 de diciembre y bombardeó la planta de fosfatos y las instalaciones de los muelles. Este fue el último ataque naval del Eje en aguas australianas hasta noviembre de 1941.

### Corsarios alemanes en 1941
Tras las incursiones en Nauru, el Komet y el Orión se dirigieron al Océano Índico por el Océano Meridional, muy al sur de Australia en febrero y marzo de 1941 respectivamente. El Komet volvió a entrar en aguas australianas en abril mientras se dirigía a Nueva Zelanda, y el crucero auxiliar Atlantis navegó en dirección este a través del extremo sur de la demarcación naval australiana en agosto. Hasta noviembre las únicas bajas provocadas por buques del Eje en Australia fueron causadas por minas tendidas por el Pinguin en 1940: el pequeño arrastrero Millimumul se hundió tras chocar con una mina cerca de la costa de Nueva Gales del Sur el 26 de marzo de 1941, muriendo siete personas, y dos marineros de un equipo de desactivación de minas murieron mientras trataban de inutilizar una mina que había quedado varada en Australia del Sur el 14 de julio.
El 19 de noviembre de 1941 el crucero ligero de la marina australiana Sídney se encontró con el crucero auxiliar Kormoran, que había sido camuflado y se hacía pasar por el carguero holandés Straat Malakka, a aproximadamente 240 km al sudoeste de Carnarvon, junto a la isla Dirk Hartog. El Sídney interceptó al Kormoran y procedió a identificarlo, acercándose peligrosamente al Kormoran. En vista de que el Kormoran no podía probar su identidad y evitar el combate, este disparó todo su armamento contra el Sídney. En la subsiguiente batalla, que duró media hora, ambos buques resultaron hundidos, el Sídney con toda su tripulación. El Kormoran sufrió la pérdida de 78 hombres, muertos durante la batalla o antes de poder ser rescatados por los buques que acudieron al rescate. No hay pruebas que demuestren la tesis de que un submarino participó el hundimiento del Sídney.
El Kormoran fue el único buque del Eje que realizó ataques en aguas australianas durante 1941, y el último corsario que entró en ellas hasta 1943. El único buque alemán que entró en territorio australiano durante 1942 fue el buque de apoyo Ramsés, que fue hundido por los buques Adelaide -australiano- y el Jacob van Heemskerk -holandés- el 26 de noviembre poco después de que el Ramsés dejara Batavia rumbo a Francia. Toda su tripulación sobrevivió y fue hecha prisionera.

## 1942

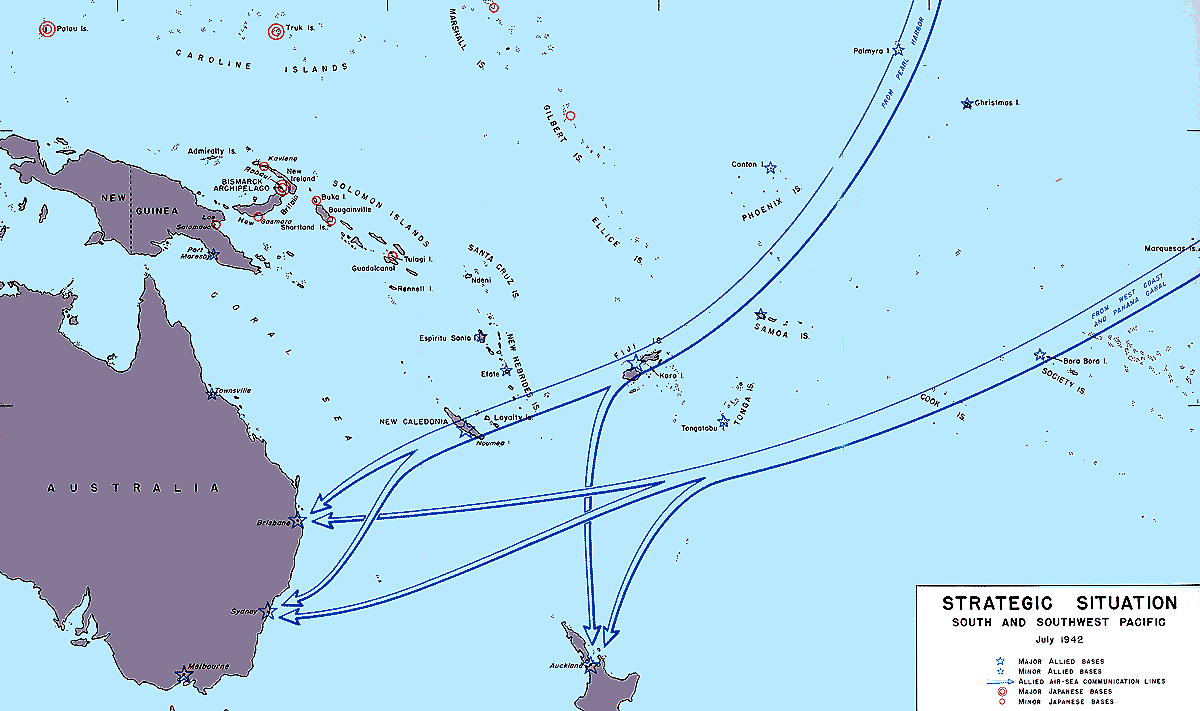
Las rutas navales aliadas entre los EE. UU., Australia y Nueva Zelanda en julio de 1942. El extremo australiano de estas líneas fue objetivo de los submarinos japoneses de mayo a agosto de 1942.

La amenaza naval a Australia se incrementó sustancialmente tras el estallido de la guerra en el Pacífico. Durante la primera mitad de 1942 los japoneses lanzaron una campaña sotenidad contra las aguas australianas: submarinos atacandos las rutas navales y portaaviones realizando un devastador ataque en el estratégico puerto de Darwin. En respuesta a estos ataques los aliados incrementaron la cantidad de recursos destinados a la protección de la navegación en aguas australianas.

### Primeras patrullas submarinas japonesas (enero-marzo de 1942)
Los primeros submarinos japoneses que surcaron aguas australianas fueron el I-121, el I-122, el I-123 y el I-124, de la Escuadra n.º 6 de la Marina Imperial Japonesa. Estos buques tendieron minas en los accesos a Darwin y el Estrecho de Torres entre el 12 y el 18 de enero de 1942 en apoyo de la ofensiva japonesa en las Indias Orientales neerlandesas. Ninguna de estas minas hundió o dañó barco alguno.
Tras terminar su misión de tendido de minas los cuatro submarinos se dirigieron a Darwin para proporcionar información a la flota japonesa de los movimientos navales aliados. El 20 de enero de 1942 las corbetas australianas de tipo Bathurst HMAS Deloraine, HMAS Katoomba y HMAS Lithgow hundieron al I-124 en las proximidades de Darwin. Este fue el único submarino de gran calado hundido por la Marina Real Australiana en aguas australianas durante la Segunda Guerra Mundial. Los otros sumergibles fueron dos o tres minisubmarinos japoneses que entraron en la bahía de Sídney en mayo de 1942.
Tras la conquista del Pacífico Occidental los japoneses realizaron varias patrullas de reconocimiento en aguas australianas. Tres submarinos, el I-1, el I-2 y el I-3 operaron en la costa de Australia occidental en marzo de 1942, hundiendo los mercantes Parigi y Siantar el 1 y 3 de marzo respectivamente. Además el I-25 realizó una patrulla de reconocimiento en la costa este australiana en febrero y marzo. Durante esta patrulla Nobuo Fujita, piloto del I-25, sobrevoló Sídney el 17 de febrero, Melbourne el 26 de febrero y Hobart el 1 de marzo con un hidroavión Yokosuka E14Y basado en el propio submarino. Tras estos reconocimientos, el I-25 se dirigió a Nueva Zelanda y se realizaron vuelos sobre Wellington (8 de marzo) y Auckland (13 de marzo).

### Ataques de la aviación naval japonesa (febrero de 1942-noviembre de 1943)
El bombardeo de Darwin el 19 de febrero de 1942 fue el ataque más importante realizado contra la Australia continental. Ese día desde su posición en el mar de Timor despegaron 188 aviones de los portaaviones japoneses Akagi, Kaga, Hiryū y Sōryū con el objetivo de bombardear Darwin. Esos cuatro buques iban escoltados por cuatro cruceros y nueve destructores. El bombardeo causó graves daños y nueve barcos fueron hundidos. Un ataque posterior realizado el mismo día por 54 bombarderos con base en tierra causó más daños a la ciudad y a la Base Darwin de la Real Fuerza Aérea Australiana (RAAF), y la destrucción de 20 aviones militares aliados. Los aliados tuvieron 251 muertos y entre 300 y 400 heridos, la mayoría marineros aliados no australianos. Los japoneses perdieron cuatro aparatos.
El bombardeo de Darwin fue el primero de los muchos ataques de la aviación naval japonesa contra blancos en Australia. Los portaaviones japoneses Shōhō, Shōkaku y Zuikaku que hacían labores de escolta de la fuerza de invasión enviada contra Port Moresby en mayo de 1942 tenían como objetivo secundario atacar bases aliadas en el norte de Queensland tras haber tomado Port Moresby Estos ataques se suspendieron debido a que la fuerza de portaaviones japonesa sufrió un grave revés en la batalla del Mar del Coral y los desembarcos en Port Moresby fueron cancelados.
La aviación japonesa realizó cerca de 100 ataques contra el norte de Australia durante 1942 y 1943, la mayoría de pequeña entidad. Los aviones con base en tierra del Ejército Imperial japonés tomaron parte en muchos de los 63 ataques a Darwin que siguieron al gran ataque inicial. La ciudad de Broome, en Australia Occidental, sufrió un devastador ataque por parte de aviones del ejército el 3 de marzo de 1942 en el que murieron al menos 88 personas. Hidroaviones de largo alcance con base en las Islas Salomón realizaron unos cuantos ataques a pequeña escala en ciudades de Queensland.
Los aviones de la marina japonesa basados en tierra también hostigaron la navegación en aguas septentrionales australianas durante 1942 y 1943. El 15 de diciembre de 1942 cuatro marineros murieron en el ataque al mercante Period cerca del cabo Wessel. El antiguo arrastrero alistado en la marina australiana HMAS Patricia Cam fue hundido por un hidroavión naval japonés cerca de las Islas Wessel el 22 de enero de 1943, muriendo nueve marineros y civiles. Otro marinero civil murió cuando el mercante Islander fue atacado por un hidroavión en mayo de 1943.

### Ataques a Sídney y Newcastle (mayo-junio de 1942)
En marzo de 1942 los japoneses adoptaron la estrategia de aislar Australia de los Estados Unidos mediante la captura de Port Moresby en Nueva Guinea, las Islas Salomón, Fiyi, Samoa y Nueva Caledonia. Este plan fue frustrado por su derrota en la batalla del Mar del Coral y se pospuso indefinidamente tras la batalla de Midway. Tras la derrota de la flota de superficie japonesa, los nipones destacaron submarinos para cortar las líneas de suministro aliadas atacando a los buques que navegaban por la costa este australiana.
El 27 de abril de 1942 los submarinos I-21 e I-29 partieron de la base naval de Truk en las Islas Carolinas para realizar patrullas de reconocimiento en los puertos aliados sur del Pacífico. La misión de dichas patrullas era encontrar objetivos para el Destacamento Oriental de la 2ª Flotilla Especial de Ataque, la fuerza de minisubmarinos disponible en el Pacífico. El I-29 entró en mayo en aguas australianas y realizó un ataque sin éxito contra el carguero soviético Wellen -la Unión Soviética era por aquel entonces neutral- en la costa de Newcastle. Los hidroaviones del I-29 sobrevolaron Sídney el 23 de mayo, hallando un gran número de buques de guerra aliados en la bahía de Sídney. El I-21 realizó reconocimientos sobre Suva, Fiyi y Auckland (Nueva Zelanda) a finales de mayo pero no encontró concentraciones de buques merecedoras de ser atacadas en ninguno de ellos.
El 18 de mayo de 1942 el Destacamento Oriental de la 2ª Flotilla Especial de Ataque dejó Truk al mando del capitán Hankyu Sasaki. Dicha fuerza estaba formada por los submarinos I-22, I-24 e I-27. Cada submarino transportaba a su vez un minisubmarino. Tras evaluar la información recopilada por los I-21 e I-29 se ordenó a los tres submarinos atacar Sídney. Éstos se reunieron el 29 de mayo con el I-21 e I-29 a 56 km de Sídney. En la madrugada del 30 de mayo el hidroavión del I-21 realizó un vuelo de reconocimiento sobre la bahía de Sídney que confirmó que la concentración de buques aliados realizado por el hidroavión del I-29 todavía permanecía allí y que era un objetivo digno de ser atacado por una incursión de minisubmarinos.
En la noche del 31 de mayo tres minisubmarinos fueron destacados desde la fuerza japonesa en las afueras de Sídney Heads. A pesar de que dos de los submarinos (minisubmarino n.º 22 y minisubmarino A, también conocido como minisubmarino 24) lograron atravesar las incompletas defensas de la bahía de Sídney, sólo el minisubmarino A atacó a buques aliados en la bahía, disparando dos torpedos al crucero pesado norteamericano USS Chicago. Los torpedos fallaron el blanco, pero hundieron al ferry australiano HMAS Kuttabul, matando a 21 hombres y dañando de consideración al submarino holandés K IX. Durante la operación todos los minisubmarinos se perdieron, los n.º 22 y n.º 27 destruidos por los defensores y el minisubmarino echado a pique por la tripulación tras dejar la bahía.
Tras el ataque, la fuerza submarina japonesa siguió operando en Sídney y Newcastle, hundiendo el pesquero de bajura Iron Chieftain el 3 de junio cerca de Sídney. La noche del 8 de junio el I-24 bombardeó los suburbios orientales de Sídney y el I-21 Newcastle. El fuerte Scratchley en Newcastle devolvió el fuego pero no consiguió ningún impacto. Aunque los bombardeos no causaron víctimas ni daños de consideración, crearon una gran preocupación ante la eventualidad de futuros ataques contra la costa este. Tras los ataques en la zona de Sídney la Marina Real Australiana implantó el sistema de convoyes entre Brisbane y Adelaida. Se exigió que todos los buques de más de 1.200 toneladas y más lentos de 12 nudos navegaran en convoy cuando viajaran entre las ciudades de la costa este. La fuerza submarina dejó aguas australianas a finales de junio de 1942 tras haber hundido dos mercantes más. El pequeño número de hundimientos logrado por los cinco submarinos japoneses enviados a la costa este australiana entre mayo y junio no justificó el envío de tantos submarinos.

### Patrullas submarinas japonesas (julio-agosto de 1942)
Las autoridades japonesas disfrutaron de un breve descanso en la amenaza submarina hasta julio de 1942, cuando una división de tres submarinos, los I-11, I-174 e I-175 pertenecientes a la 3ª Escuadra Submarina, empezó a operar en la costa este. Hundieron cinco buques (incluyendo un arrastrero) y dañaron varios más durante julio y agosto. Además el I-32 realizó una patrulla en la costa meridional de Australia mientras se dirigía desde Nueva Caledonia a Penang en la que no consiguió echar a pique ningún buque. Tras el regreso de dicha fuerza no se realizaron más ataques submarinos a Australia hasta enero de 1943.
Aunque los sumergibles japoneses hundieron 17 buques en aguas australianas a lo largo de 1942 (14 de los cuales cerca de la costa) la ofensiva submarina no tuvo un impacto considerable en el esfuerzo de guerra aliado en el Pacífico suroccidental ni en la economía australiana. No obstante al obligar a los barcos a navegar en convoy a lo largo de la costa este se redujo la eficiencia de la navegación costera. Esto supuso una reducción mensual de tonelaje transportado entre puertos australianos de entre el 7,5% y el 22% (la disparidad se debe a que no existen estadísticas precisas y a que variaba notablemente de mes a mes). Hay que hacer notar, sin embargo, que el sistema de convoyes resultó muy efectivo, y ningún barco que viajara en convoy fue hundido en aguas australianas durante 1942.

## 1943
Los japoneses volvieron a aguas australianas en enero de 1943 y realizaron una campaña contra la navegación durante la primera mitad del año. La marina japonesa también realizó un bombardeo de distracción en Port Gregory, una pequeña ciudad de Australia occidental.

### Patrullas submarinas en la costa este (enero-junio de 1943)
Las operaciones submarinas japonesas contra Australia durante 1943 empezaron cuando los submarinos I-10 e I-21 partieron el 7 de enero de Rabaul para hacer un reconocimiento de las fuerzas aliadas en Noumea y Sídney respectivamente. El I-21 llegó a la costa de Nueva Gales del Sur una semana después y operó en la costa este hasta finales de febrero, hundiendo seis buques y convirtiéndose así en la patrulla submarina más exitosa de la Segunda Guerra Mundial en aguas australianas. Además de los hundimientos, el hidroavión del I-21 realizó un vuelo de reconocimiento en la bahía de Sídney el 19 de febrero.
En marzo los submarinos I-6 e I-26 entraron en aguas australianas. Mientras el I-6 tendía minas acústicas proporcionadas por los alemanes en las rutas de acceso a Brisbane, el campo de minas fue descubierto por la corbeta australiana HMAS Swan y neutralizado antes de que ningún barco fuera hundido. Tras terminar su misión de tendido de minas, el I-6 regresó a Rabaul, pero eso no supuso un descenso de la actividad submarina, pues cuatro submarinos de la Escuadra Submarina 3, (el I-11, I-177, I-178 e I-180) llegaron a la costa este y se unieron al I-26. Esta fuerza tenía como objetivo el atacar convoyes de refuerzo y suministros que navegaran entre Australia y Nueva Guinea.
Puesto que la fuerza japonesa era demasiado pequeña para bloquear todo el tráfico entre Australia y Nueva Guinea, el comandante dispersó sus submarinos entre el Estrecho de Torres y Punta Wilson con el objetivo de atraer el mayor número posible de buques y aviones aliados. Esta ofensiva continuó hasta junio, y los cinco sumergibles hundieron nueve buques y dañaron varios más. A diferencia de lo sucedido en 1942, cinco de los buques hundidos viajaban en convoyes con protección en el momento en que fueron echados a pique. Las escoltas de los convoyes no detectaron ningún submarino antes de que se produjeran los ataques ni tuvieron éxito contraatacando a los submarinos. El último ataque realizado por un submarino japonés en aguas australianas, exactamente en la costa este de Australia, fue realizado por el I-174 el 16 de junio, cuando hundió al mercante Portmar y dañó el buque de desembarco norteamericano U.S. LST 469 mientras viajaba en un convoy con escolta por la costa norte de Nueva Gales del Sur.
El hundimiento con más víctimas por un ataque submarino tuvo lugar el 11 de mayo de 1943 cuando el submarino I-177 bajo el mando del comandante Hajime Nakagawa atacó al buque hospital australiano Centaur, que alcanzado por un torpedo se hundió en menos de tres minutos muriendo 268 personas. A pesar de que los barcos hospital como el Centaur estaban bajo la protección de la Convención de Ginebra, de que navegara con todas las luces encendidas y tuviera pintado el emblema de la Cruz Roja, no está claro que el comandante japonés fuera consciente de que se tratara de uno de ellos debido a las condiciones de iluminación y meteorológicas. Sin embargo, la pobre hoja de servicios de Nakagawa y el hecho de que más tarde ametralló a los supervivientes de un mercante hundido en el Océano Índico hace pensar que es probable que el hundimiento del Centaur se debiera o bien a la incompetencia de Nakagawa o al desprecio por las leyes de la guerra. El ataque al Centaur causó un enorme y generalizado sentimiento de ira en Australia.
La ofensiva submarina japonesa contra Australia se interrumpió en julio de 1943, cuando se redesplegaron los submarinos para contrarrestar las ofensivas aliadas en otros lugares del Pacífico. Los últimos submarinos destacados contra la costa este australianas, el I-177 y el I-180, cambiaron de rumbo en julio hacia las Islas Salomón poco antes de llegar a Australia. Las autoridades navales australianas estaban preocupadas por una eventual reanudación de los ataque y mantuvo el sistema de convoyes costeros hasta finales de 1943, cuando estuvo claro que la amenaza había desaparecido. Los convoyes costeros en las aguas al sur de Newcastle cesaron el 7 de diciembre, los de la costa nordeste en febrero de 1944 y los que cubrían las rutas entre Australia y Nueva Guinea en marzo de 1944.

### Bombardeo de Port Gregory (enero de 1943)
En contraste con el gran número de submarinos que operaron en la costa este, sólo se envió uno a la costa occidental en 1943. El 21 de enero de 1943 partió de la base de Surabaya en el este de Java el submarino I-165 al mando del capitán de corbeta Kennosuke Torisu con destino a Australia occidental. Su misión era servir de distracción para ayudar a la evacuación de las fuerzas japonesas que habían sido derrotadas en Guadalcanal. Así como otro submarino, el I-166, había realizado previamente un bombardeo de distracción en las Islas Cocos el 25 de diciembre de 1942, parece que el objetivo original de Torisu era bombardear el puerto de Geraldton, en Australia occidental.
El día 27 de enero, tras seis días de viaje rumbo sur, el I-165 llegó a Geraldton. Creyendo haber avistado un destructor, Torisu abortó el ataque y se dirigió hacia el norte al pequeño asentamiento pesquero de Port Gregory. Sobre la medianoche del 28 de enero la dotación del submarino disparó 10 proyectiles con su cañón de proa de 100 mm. Todos los proyectiles fallaron y no hubo que lamentar daños ni víctimas. A pesar de que los disparos fueron vistos por los guardacostas cercanos, las autoridades navales aliadas no se enteraron del ataque hasta que el mensaje de radio de Torisu en el que hacía el informe del ataque fue interceptado y decodificado una semana más tarde, por lo que no se consiguió el objetivo principal de la misión: distraer fuerzas de Guadalcanal.
El I-165 volvió a aguas australianas dos veces más: en septiembre de 1943 realizó un reconocimiento sin incidentes de la costa noroeste, y entre el 31 de mayo y el 5 de julio una patrulla en el noroeste. Fue la última vez que un submarino japonés entró Australia durante la guerra.

### El corsario alemánMichel(junio de 1943)
El crucero auxiliar Michel fue el último corsario que entró en aguas australianas. El Michel había partido de Yokohama en su segunda incursión el 21 de mayo de 1943, y entró en el Océano Índico en junio. El 14 de junio hundió el buque cisterna noruego de 7.715 toneladas Høegh Silverdawn a unas 1800 millas al noroeste de Fremantle. Dos días más tarde hundió otro buque cisterna de 9.940 toneladas, el Ferncastle, en la misma área. Ambos buques navegaban de Australia occidental a Oriente Medio y como consecuencia de los ataques murieron 47 marinos y pasajeros.
El Michel navegó después al extremo sur de Australia y a Nueva Zelanda y operó en el Pacífico oriental. El 3 de septiembre hundió el buque cisterna noruego India, de 9.977 toneladas mientras éste se dirigía de Perú a Australia.

## 1944–1945
La amenaza naval del Eje disminuía a medida que se sucedían las victorias de los aliados en el Pacífico y entre 1944 y 1945 sólo tres barcos fueron hundidos por navíos del Eje en Australia. Ello hizo que las fuerzas asignadas para proteger la navegación fueran reducidas todavía más, aunque no fueron disueltas hasta el final de la guerra.

### El desembarco japonés en Australia (enero de 1944)
Aunque los japoneses nunca tuvieron intención de invadir Australia, sí se realizó un desembarco de reconocimiento. Entre el 17 y el 20 de enero de 1944, miembros de una unidad japonesa de inteligencia llamada Matsu Kikan realizaron una misión de reconocimiento en una zona escasamente poblada de la región de Kimberley, en Australia occidental.
La unidad, con base en Kupang (Timor occidental), usó un barco civil de 25 toneladas remozado llamado Hiyoshi Maru y se hizo pasar por marineros. La misión estaba al mando del teniente del ejército imperial Susuhiko Mizuno, que contaba con otros tres militares del ejército, seis de la marina y quince marineros timorenses. Las órdenes del cuartel general del 19º ejército, con base en Ambon (islas Molucas), eran que verificara los informes de que la marina estadounidense estaba construyendo una base en esa área. Además recopilaría información que pudiera ser de utilidad para realizar ataques guerrilleros contra Australia continental.
El Hiyoshi Maru dejó Kupang el 16 de enero escoltado durante el viaje de ida por un bombardero en picado Aichi D3A, que informó de haber atacado a un submarino aliado durante la travesía. El 17 de enero. El Hiyoshi Maru llegó a la zona de Ashmore Reef. Al día siguiente la tripulación desembarcó en la diminuta e inhabitada isla de Browse, a 160 km al noroeste del continente.
La mañana del 19 de enero el Hiyoshi Maru se internó en la bahía de York, donde vieron humo saliendo de las colinas al este de donde estaban situados, por lo que procedieron a anclar el buque y lo camuflaron con ramas de árbol para, a continuación, desembarcar cerca de los ríos Roe y Moran.
 Según los historiadores locales exploraron el área durante dos horas y realizaron algunas filmaciones usando una cámara de 8 mm. Por la noche regresaron al barco para pernoctar y reconocieron el área de nuevo al día siguiente antes de volver a Kupang. Los japoneses no vieron persona alguna ni signos de actividad humana reciente y, consecuentemente, la misión solo consiguió información de escaso valor militar. Los únicos testigos de la incursión japonesa fueron los miembros de un pequeño grupo de obreros de la RAAF que trabajaban en la construcción del aeropuerto de Truscott a 25 km de distancia, que informaron de haber oído ruido de motores en las cercanías.

### Operaciones japonesas en el Océano Índico (marzo de 1944)

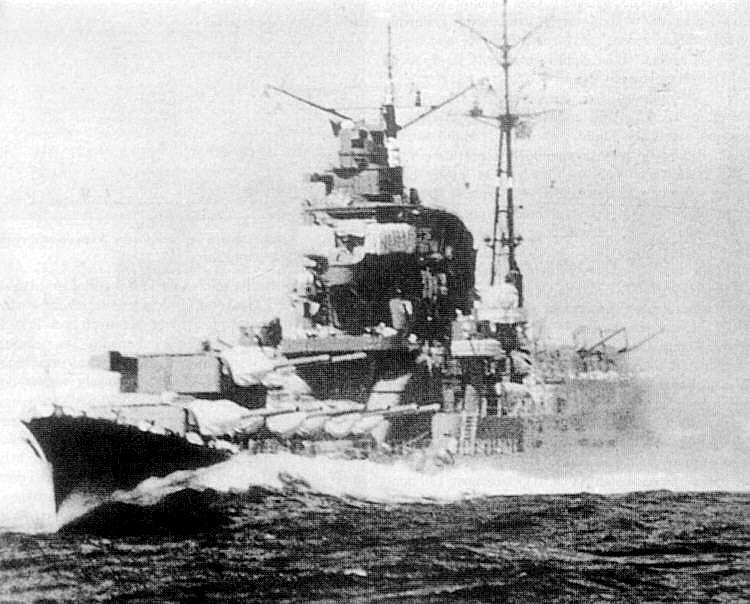
Crucero pesado japonés Chikuma.

En febrero de 1944 la Flota Combinada japonesa se retiró de su base en Truk y se dividió entre Palaos y Singapur. La presencia de una poderosa escuadra japonesa en Singapur preocupó a los aliados, porque se temía que dicha fuerza pudiera realizar ataques en el Índico y Australia occidental.
El 1 de marzo de 1944 una escuadra al mando del vicealmirante Naomasa Sakonju compuesta por los crucero pesados Aoba (el buque insignia) y Chikuma, y el crucero Tone atravesó el estrecho de la Sonda para atacar las rutas de navegación entre Adén y Fremantle. El único barco que divisó la escuadra fue el vapor británico Behar, que fue hundido el 9 de marzo a medio camino entre Ceilán y Fremantle. Tras el ataque se consideró que el riesgo de que los aliados respondieran a la señal de auxilio enviada por el Behar era demasiado grande y la escuadra volvió a Batavia. Aunque 102 supervivientes del Behar fueron rescatados por el Tone, 82 de ellos fueron asesinados tras la llegada del crucero a Batavia el 16 de marzo.
La salida del Aoba, el Tone y el Chikuma fue la última incursión realizada por buques de superficie del Eje contra las líneas de comunicación en el Océano Índico o en ningún otro lugar, durante la Segunda Guerra Mundial.
Aunque la incursión no tuvo éxito, los movimientos de la flota japonesa provocaron una enorme reacción aliada. A principios de marzo de 1944 los servicios de inteligencia aliados informaron de que dos acorazados escoltados por destructores habían salido de Singapur en dirección a Surabaya, y un submarino hizo contacto radar con dos grandes buque japoneses en el estrecho de Lombok. La Junta de Jefes de Estado Mayor australianos informó el 8 de marzo al gobierno que existía la posibilidad de que los tres buques pudieran haber entrado en el Índico para atacar Fremantle. Como respuesta a dicho informe todas las defensas terrestres y navales de Fremantle se pusieron en alerta, se ordenó que todos los barcos salieran del puerto y varios escuadrones de la RAAF fueron trasladados a otras bases de Australia occidental.
Sin embargo esta alerta resultó ser una falsa alarma. Los buques nipones detectados en el estrecho de Lombok eran los cruceros ligeros Kinu y Ōi, que cubrían el regreso de la fuerza de la incursión desde el océano Índico central. La alerta se anuló el 13 de marzo en Fremantle y los escuadrones de la RAAF comenzaron a regresar a sus bases en Australia oriental y septentrional el 20 de marzo.

### La ofensiva submarina alemana (septiembre de 1944 – enero de 1945)
El 14 de septiembre de 1944 el gran almirante Karl Dönitz, comandante de la Marina Alemana (Kriegsmarine en alemán) aprobó la propuesta de enviar dos submarinos tipo IXD a Australia para desviar recursos antisubmarinos aliados a un teatro de guerra secundario. La unidad fue destacada del grupo submarino Monsun (monzón en alemán) y los sumergibles elegidos fueron el U-168 y el U-862. Otro submarino más, el U-537 se unió a esta fuerza a finales de septiembre.

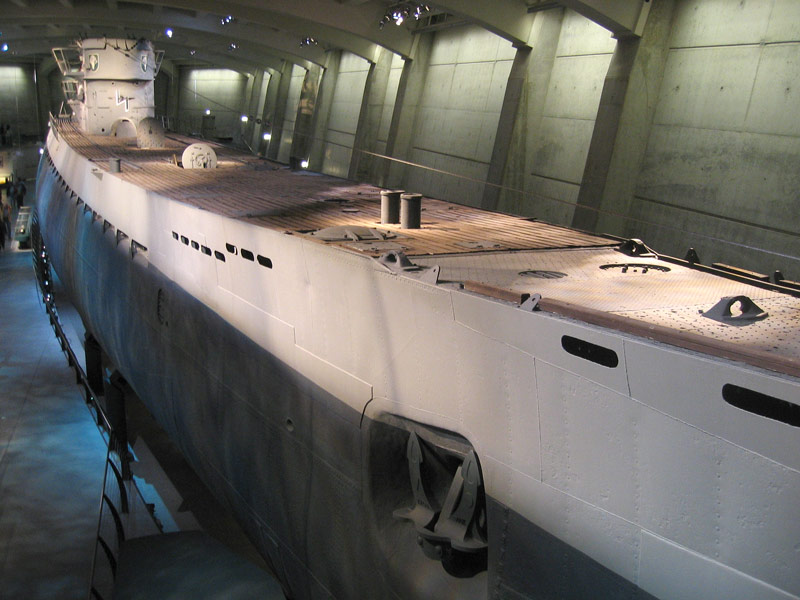
Submarino Tipo IX, similar a los enviados para operar contra Australia.

Debido a la dificultad de mantener a los submarinos en bases japonesas la fuerza alemana no estuvo lista para partir de sus bases en Penang y Batavia (Yakarta) hasta principios de octubre. Para entonces los aliados habían interceptado y descifrado los mensajes alemanes y japoneses detallando la operación y pudieron enviar submarinos aliados contra los buques germanos. El submarino holandés Zwaardvisch hundió al U-168 el 6 de octubre cerca de Surabaya. y el submarino norteamericano USS Flounder hundió al U-537 el 10 de noviembre cerca del extremo norte del estrecho de Lombok. Debido a la prioridad asignada a la operación australiana se ordenó al U-196 reemplazar al U-168. Sin embargo el U-196 desapareció en el estrecho de la Sonda algo después de partir de Penang el 30 de noviembre. La causa de la pérdida del submarino se desconoce, pero es probable que se debiera a un accidente o un fallo mecánico.
El único sumergible superviviente de la fuerza, el U-862, al mando del capitán de corbeta Heinrich Timm, partió de Batavia el 18 de noviembre de 1944 y llegó al extremo sur de Australia occidental el 26 de noviembre. El submarino tuvo grandes problemas en encontrar blancos, ya que el tráfico marítimo había sido desviado de las rutas habituales por las autoridades navales australianas, sabedoras de la llegada del U-862. Éste atacó sin éxito al carguero griego Ilissos cerca de la costa sur de Australia el 9 de diciembre. El mal tiempo malogró tanto el ataque como los subsiguientes intentos aliados de localizar al submarino.
Tras el ataque al Ilissos el U-862 navegó hacia el este a lo largo de la costa australiana, siendo así el único submarino alemán que operó en el Pacífico durante la Segunda Guerra Mundial. Tras llegar al Pacífico el U-862 consiguió su primer éxito cuando atacó al Robert J. Walker, un buque Liberty registrado en los EE. UU., en la costa sur de Nueva Gales del Sur el 24 de diciembre de 1944. El buque se hundió al día siguiente. Tras este ataque el U-862 eludió la intensa búsqueda a cargo de aviones y buques australianos y se dirigió rumbo a Nueva Zelanda. Como allí no encontró objetivos que no merecían la pena el comandante planeó volver a aguas australianas en enero de 1945 y operar al norte de Sídney, pero a mediados de enero se le ordenó abortar la misión y volver a Yakarta. Durante el viaje de regreso hundió otro Liberty norteamericano el 6 de febrero, el Peter Silvester, a 1.520 km (820 mn) al sudoeste de Fremantle. El Peter Silvester fue el último buque aliado hundido por el Eje en el Índico durante la guerra. El U-862 llegó a Yakarta a mediados de febrero de 1945, siendo el único buque del Eje que se sepa operó en aguas australianas durante dicho año. Tras la rendición de Alemania el U-862 se convirtió en el submarino japonés I-502, pero no fue empleado operacionalmente.
Aunque las autoridades navales aliadas conocían la llegada de la fuerza de ataque alemana y pudieron hundir dos de los cuatro submarinos enviados, los intentos de localizar y hundir al U-862 se vieron constantemente entorpecidos por la carencia de buques y aviones adecuados y de personal entrenado y experimentado en lucha antisubmarina. Como la costa meridional de Australia estaba a miles de kilómetros del frente del sudeste asiático y no había sido atacada durante varios años, no es sorprendente que estuvieran disponibles pocos recursos antisubmarinos en el área a finales de 1944 y principios de 1945.

## Conclusiones

### Bajas
Seis buques de superficie alemanes, cuatro portaaviones, siete cruceros y nueve destructores japoneses y veintiocho submarinos alemanes y japoneses operaron en aguas australianas entre 1940 y 1945. Estos 54 buques de guerra hundieron 53 mercantes y 3 buques de guerra en la zona australiana, muriendo más de 1.751 militares, marinos mercantes y civiles. En los ataques de la marina japonesa a las ciudades del norte de Australia murieron más de 88 personas. Los aliados hundieron un corsario alemán, un submarino y dos minisubmarinos en aguas australianas, y murieron 157 marinos del Eje. Dos submarinos alemanes fueron hundidos mientras navegaban hacia Australia, muriendo 81 marineros.
- Los seis corsarios alemanes y tres japoneses hundieron 18 buques y mataron 826 marinos (incluyendo los 82 prisioneros ejecutados a bordo del Tone en 1944). El Kormoran fue el único buque de superficie del Eje hundido en la demarcación australiana, muriendo 78 miembros de la tripulación.[81]
- Los 17 buques de la fuerza de portaaviones japonesa que atacó Darwin en 1942 hundieron nueve buques y mataron 251 personas, con la pérdida de cuatro aviones.[82] Otras 88 personas murieron durante el ataque a Broome en 1942, y 14 marinos y civiles murieron en el hundimiento del HMAS Patricia Cam y los ataques al Period y el Islander en 1943.
- Los 28 submarinos japoneses y alemanes que operaron en aguas australianas entre 1942 y 1945 hundieron un total de 30 buques con un tonelaje total de 151.000 toneladas. 654 personas, incluyendo 200 marinos mercantes australianos, murieron a bordo de los buques.[83] La fuerza aérea australiana perdió al menos 23 aviones y 104 aviadores debido a accidentes sufridos durante patrullas antisubmarinas en la costa australiana.[84] Por su parte los aliados hundieron un único submarino (el I-124) y dos de los tres minisubmarinos surtos en la bahía de Sídney. A consecuencia de los hundimientos murieron 79 marinos japoneses, y otros dos se suicidaron a bordo del tercer minisubmarino, que había encallado tras dejar la bahía de Sídney.[85]

### Evaluación final
Aunque la escala de la ofensiva del Eje contra Australia fue pequeña comparada con otras campañas navales de la guerra como la segunda Batalla del Atlántico, constituyó "la más amplia y extendida serie de operaciones ofensivas realizadas jamás por un enemigo contra Australia". Debido a la limitada capacidad de la industria naval australiana y a la importancia del transporte naval para la economía australiana y los militares aliados en el Pacífico sudoccidental, incluso las pérdidas de buques más modestas podían suponer un serio peligro para el esfuerzo de guerra aliado en la zona.
Pese a la vulnerabilidad de la industria naval australiana, los ataques del Eje no afectaron seriamente el esfuerzo de guerra australiano o aliado. Aunque los corsarios alemanes que operaron contra Australia causaron un notable trastorno en la navegación mercante y retuvieron navíos aliados, no hundieron muchos buques, y operaron en aguas australianas por cortos períodos de tiempo. La efectividad de la campaña submarina japonesa contra Australia fue limitada, lo cual fue debido a la cantidad insuficiente de sumergibles y a los errores en la doctrina submarina japonesa. Los submarinos, con todo, consiguieron que los aliados destinaran valiosos recursos para proteger la navegación en aguas australianas entre 1942 y finales de 1943. La institución del sistema de convoyes entre 1942 y 1943 pudo también haber reducido significativamente la eficiencia de la industria naval australiana durante este período.
La actuación de las fuerzas australianas y aliadas destinadas a la defensa naval en Australia fue dispar. Aunque la amenaza de ataques del Eje se había "previsto y evaluado", sólo una pequeña proporción de los buques y submarinos del Eje que atacaron Australia fueron localizados o atacados con éxito. Varios corsarios alemanes operaron sin ser detectados en aguas australianas en 1940 gracias a que el número de buques de guerra y aviones aliados era insuficiente para patrullas esas aguas, y la pérdida del crucero HMAS Sídney fue un alto precio a pagar por hundir al Kormoran en 1941. Aunque las autoridades australianas se apresuraron a formar convoyes en 1942 y ningún buque que viajara en ellos fue hundido durante ese año, la escolta de los que fueron atacados en 1943 no tuvo éxito en detectar ningún submarino antes de que atacara ni en atacar a los propios submarinos. La relativa mala actuación de las fuerzas antisubmarinas australianas se explicaría por factores como su escasa experiencia y entrenamiento, la carencia de material antisubmarino, los problemas para realizar búsquedas coordinadas y las malas condiciones para el uso del sonar en las aguas australianas. No obstante "el éxito en la guerra antisubmarina no debe medirse por el número de hundimientos conseguidos" y los defensores australianos redujeron la amenaza a la navegación en Australia dificultando a los japoneses llevar a cabo sus ataques.